# Lettre sur les spectacles
La Lettre sur les spectacles est la réaction publiée par Jean-Jacques Rousseau en 1758 en réaction à l'article Genève de D'Alembert publié dans le tome VII de l’Encyclopédie.

## L'ArticleGenève
L'article est publié au tome VII de l'Encyclopédie, paru en octobre 1757. L'article tient une place exceptionnelle par rapport aux autres articles portant sur les États politiques. D'Alembert s'est renseigné sur place, notamment auprès de Voltaire qui réside alors dans la ville.
L'article donne une image plutôt positive de l'organisation politique. La partie la plus développée concerne la religion et D'Alembert met l'accent sur la tolérance religieuse des pasteurs qui a pris le pas sur le dogmatisme calviniste. Il juge même que le christianisme genevois est proche du déisme. En revanche, il déplore le maintien d'une rigueur morale qui interdit toute représentation théâtrale.

## Contexte général
La thèse de l'immoralité du théâtre est ancienne dans la pensée chrétienne. Calvin a supprimé les théâtres à Genève, de même que le puritanisme anglican en 1642. Au XVIIe siècle des théologiens catholiques, Bourdaloue, Nicole et Bossuet, jugent le théâtre incompatible avec la morale chrétienne. La querelle du Tartuffe ou la controverse entre le père Caffaro qui fait l'éloge du théâtre et Bossuet qui le pourfend dans ses Maximes et réflexions sur la comédie sont révélateurs de cette position.
À partir de la Régence et pendant tout le XVIIIe siècle le théâtre profane est en plein essor. Mais une partie des ecclésiastiques continue à jeter l'anathème sur la représentation scénique.

## Situation de Rousseau à l'époque

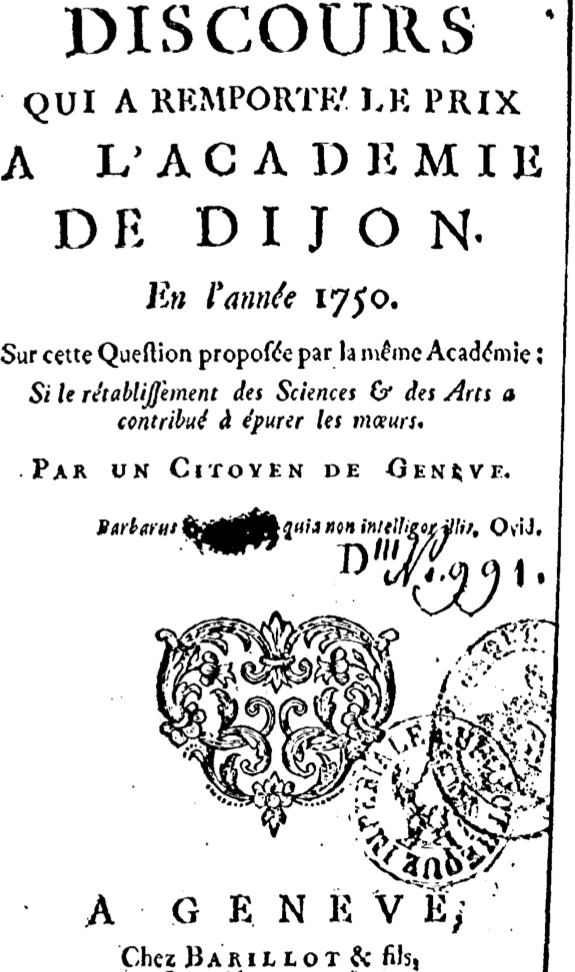
Discours sur les sciences et les arts

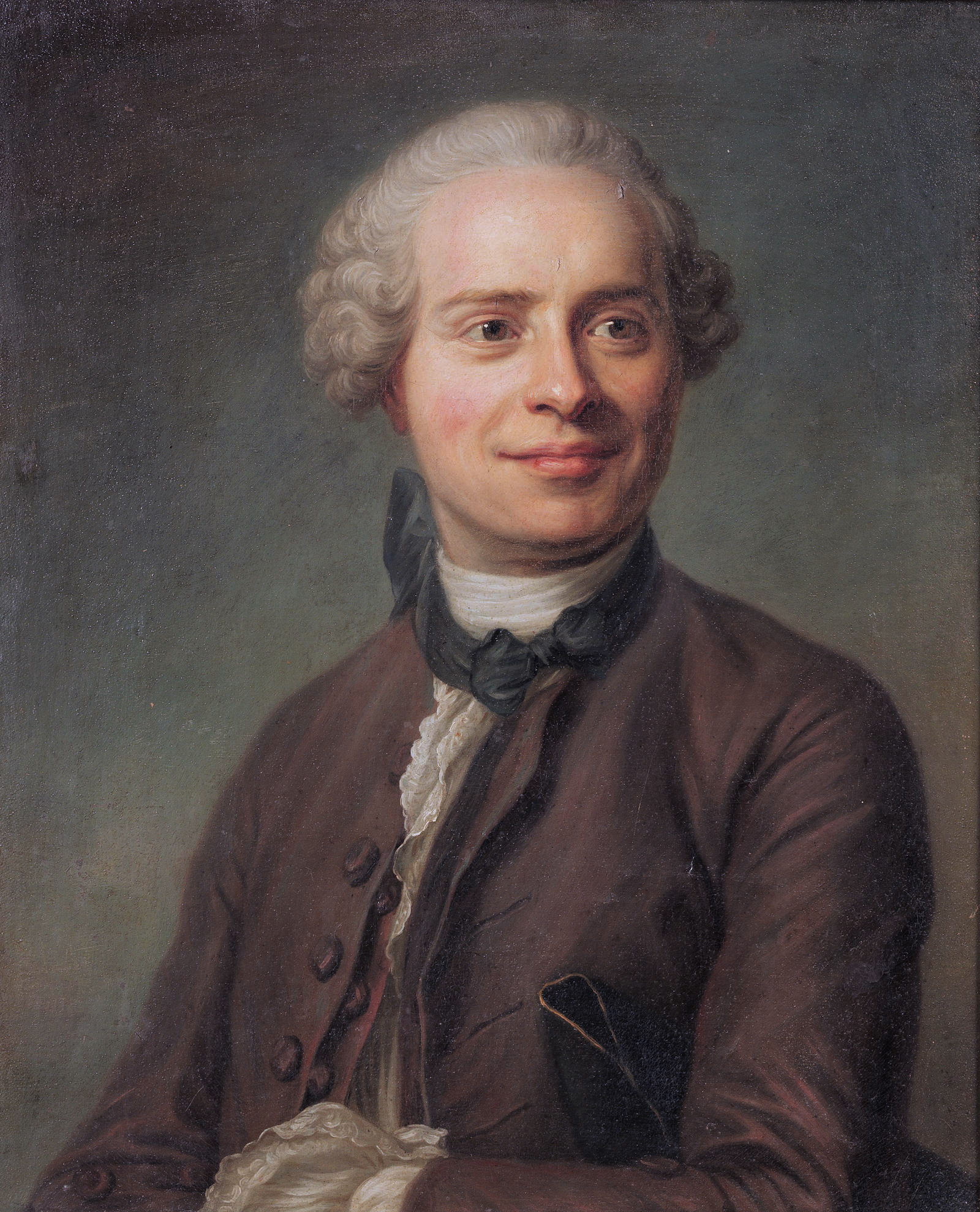
D'Alembert, portrait par Quentin de La Tour (1753).

En 1758, Rousseau s'est déjà fait connaître à l'occasion de la publication des Discours sur les Sciences et les Arts et celui sur l'origine de l'inégalité. Mais c'est une période difficile pour lui, car Mme d'Épinay, qui l'hébergeait jusque-là à l'Ermitage, lui signifie son congé. Il est contraint de se retirer au début de l'année 1758 et de mener une vie solitaire au domaine du Mont-Louis, à Montmorency.
À l'époque, ses relations avec Diderot et D'Alembert sont houleuses. Déjà l'année précédente une dispute l'avait opposé à Diderot à propos du Fils naturel dans lequel Rousseau avait cru déceler une allusion malveillante. La réconciliation fut de courte durée. En effet, Rousseau prend conscience des divergences croissantes qui l'éloignent des encyclopédistes philosophes prônant un athéisme matérialiste et partisans convaincus du progrès scientifique.
Rousseau rédige sa lettre en mars-avril 1758. Il la fait éditer à Amsterdam par Marc-Michel Rey. Sa diffusion en France est soumise comme le veut la loi de l'époque à la Direction de la librairie. Malesherbes en confie la lecture à d'Alembert lui-même qui ne trouve rien à redire. La Lettre est diffusée à Paris en octobre 1758.

## Contenu de la Lettre
Cette diatribe révèle un étrange paradoxe de la part d'un philosophe qui a également écrit des pièces de théâtre. Mais la démonstration de Rousseau s'applique à Genève, petite cité, et ne va pas jusqu'à réclamer la suppression des théâtres parisiens.
Rousseau n'insiste pas sur la question religieuse, laissant aux pasteurs de Genève le soin de répondre à d'Alembert sur ce point. Ils n'avaient d'ailleurs pas attendu pour rédiger en février 1758 une déclaration d'orthodoxie et réfuter toute tendance au socinianisme.
Après s'en être pris aux comédiens dont la fonction de représentation les inciterait plus aux mensonges qu'à la vertu, Rousseau interpelle la jeunesse genevoise en l'exhortant à s'opposer à la création d'un théâtre, ce qui éviterait ainsi de gaspiller les ressources de la ville dans des distractions futiles et dangereuses. Rousseau se consacre aussi à la question de savoir si le théâtre est utile ou condamnable par rapport aux mœurs. L'immoralité du théâtre est démontrée par des exemples : le vertueux Alceste est tourné en ridicule, Voltaire et Crébillon mettent en scène des criminels qu'on n'arrête pas, Racine ou Corneille représentent passion et folie.

## Réactions
L'œuvre est un succès d'édition puisque Rey doit faire une seconde édition dès le début de 1759. Mais le contenu soulève de nombreuses polémiques.
D'Alembert répond lui-même en mai 1759 par une Lettre de M. d'Alembert à M. J.J. Rousseau dans laquelle il soutient que le théâtre peut être plaisant et utile à la fois. C'est l'opinion également de Deleyre, ami de Rousseau.
Les critiques de Marmontel dans le Mercure de France, de Grimm sont plus vives. Le marquis de Ximénès écrit une Lettre à M. Rousseau sur l'effet moral des théâtres. Palissot le traite de fou. Mais son détracteur le plus acerbe demeure Voltaire qui se bat depuis des années pour que ses pièces soient représentées à Genève. D'une façon générale, ses amis philosophes prennent leurs distances avec l'auteur.
À Genève même les réactions sont partagées. L'oligarchie s'oppose à l'auteur alors que le parti populaire applaudit  à la vue de ce reflet d'un clivage social et politique. Bien que Rousseau se soit tenu éloigné de la querelle religieuse, les pasteurs genevois le félicitent.
De son côté le parti dévot lui apporte son soutien et le jésuite Berthier prend le parti de l'auteur dans le Journal de Trévoux.
En somme, s'il est vrai que la parution de cette lettre apporta à Rousseau un indéniable surcroît de célébrité, il n'en demeure pas moins qu'elle contribua par la même occasion à l'éloigner un peu plus du parti philosophique et des encyclopédistes.

## Éditions
- Jean-Jacques Rousseau, Citoyen de Genève à M. d’Alembert […] sur son article Genève, dans le VIIe volume de l’ENCYCLOPEDIE, et particulièrement sur le projet d’établir un théâtre de comédie en cette ville, Amsterdam, Marc-Michel Rey, 1758, in-8º, XVIII-264 p.-4 f (voir facsimilé en ligne ou version numérisée). Première édition, auprès de l'éditeur attitré de Rousseau. Seconde édition, par le même début 1759.
- (en) A letter from M. Rousseau, of Geneva, to M. D’Alembert, of Paris, concerning the effects of theatrical entertainments on the manners of mankind, London, J. Nourse, 1759, 201 p.
- Collection complete des œuvres de J. J. Rousseau, citoyen de Genève, tome XI : Mélanges, volume 1, Genève, s. n., 1782, p. 194-458 (voir en ligne).
- Lettre à M. d'Alembert sur les spectacles, Paris, Hachette, 1896 (en ligne).
- Contrat social ou Principes de droit politique [et autres textes], Paris, Garnier, 1923, p. 123-234.
- M. Fuchs (éd.), Lettre à monsieur D'Alembert sur les spectacles, Paris, Droz, 1948. Edition scientifique.
- Lettre à M. d’Alembert sur son article « Genève », chronologie et introduction par Michel Launay, Paris, Garnier-Flammarion, 1967, 253 p. ; rééd. coll. « G.F. », 1990.
- Jean Le Rond d'Alembert, Mélanges de littérature, d'histoire et de philosophie, rééd. Paris, Garnier, 2018, p. 447-489 et 1205-1221 (on voit que d'Alembert termine ses Mélanges par une justification de l'article Genève et critique Rousseau d'avoir rendu publique sa Lettre, de surcroît en pleine période critique de l'Encyclopédie - 1757)  (ISBN 978-2-406-06362-9)
- Marc Buffat (éd.), Paris, GF, 2003  (ISBN 9782080711656). Edition critique.
- Arvensa editions, 2014  (ISBN 9791027300082). Edition accompagnée de textes annexes liés à la polémique.
- Autres éditions

## Réponses publiées
- Claude Villaret, Considerations sur l'art du theatre. D*** à M. Jean-Jacques Rousseau, citoyen de Geneve, ou Lettre d'un écolier de philosophie a monsieur J. J. Rousseau, citoyen de Genêve & habitant de Montmorency. En réponse à sa lettre à M. d'Alembert sur les spectacles, 1759 Texte en ligne
- D'Alembert, Lettre de M. d'Alembert à M. J.J. Rousseau, mai 1759.
- Marmontel, Mercure de France
- Grimm
- Augustin Louis de Ximénès, Lettre à M. Rousseau sur l'effet moral des théâtres.
- Berthier, Journal de Trévoux